# Sommarøy
Sommarøy är en liten tätort, och ö, i Tromsø kommun i Nordnorge. Sommarøy ligger långt västerut i kommunen och på utsidan av ön Kvaløya. Tätorten hade 321 invånare den 1 januari 2017, medan grundkretsen Sommarøy hade 360 invånare 2015.

## Geografi
Bebyggelsen ligger i stort sett på öarna Store Sommarøya och Hillesøya. Hillesøya, som ligger på utsidan av Sommarøya, knyts samman med Sommerøya med en kort liten bro, och det går också en längre bro, på 522 meter, mellan Sommarøya och den betydligt större ön Kvaløya. Runt Sommarøya och Hillesøya ligger det också många mindre öar.
Sommarøy har många vita sandstränder, dels på ön, men inte minst i området runt ön. Bland annat finns det en flera hundra meter lång sandstrand mellan Sommarøy och Brensholmen, som är ett populärt utflyktsmål på sommarhalvåret.

## Historia
Den första bebyggelsen låg på ön Hillesøya. Här finner man fortfarande den gamla kyrktomten, där det har stått olika kyrkor sedan 1400- och 1500-talet fram till slutet av 1800-talet då kyrkan blev flyttad till Austein, Brensholmen, på Kvaløya. I den kyrkan finns det ett altarskåp, som tidigare fanns i 400 år på Hillesøya. Vid cirka år 1900 blev själva Sommarøy centrum.

## Näringsliv
Sommarøy är ett fiskeläge, alltså en plats som byggts upp runt fisket. Man har många lokala fiskebåtar och en betydande fiskförädling. Det exporteras stora mängder sill och torsk. De senare åren har också turistnäringen ökat kraftigt i tätorten. Det finns i dag ett hotell med tillhörande "rorbuer", småstugor vid havet.
Sommarøy har ett litet centrum runt affären. Här ligger också ett museum på Låvhaugen. Museet visar hur det såg ut i ett gammalt fiskarhem runt 1890. Kungsparken, med en minnessten efter Harald V och Drottning Sonjas besök 1992, ligger också där. Sommarøy baptistkyrka ligger i närheten av centrum.